# سكوت أرنولد (لاعب غولف)
سكوت أرنولد (بالإنجليزية: Scott Arnold)‏ هو لاعب غولف أسترالي، ولد في 13 سبتمبر 1985.

## وصلات خارجية
- سكوت أرنولد على موقع رابطة أوروبا للاعبي الغولف المحترفين (الإنجليزية)
- سكوت أرنولد على موقع التصنيف العالمي الرسمي للغولف (الإنجليزية)